# Jazzmeile Thüringen
Die Jazzmeile Thüringen ist ein jährlich von Anfang Oktober bis Ende November in Thüringen stattfindendes landesweites Jazzfestival mit bis zu 22.000 Zuschauern.

## Geschichte
Die Jazzmeile Thüringen wird seit 1992 von der „AG Jazzmeile Thüringen“, einer interkommunalen Arbeitsgemeinschaft an der 18 Thüringer Kommunen beteiligt sind, organisiert. In der AG Jazzmeile Thüringen ist die „LAG Jazz e.V.“, die Landesarbeitsgemeinschaft der Thüringer Jazz-Clubs und Jazz-Musiker vereint. Geschäftsführer und Programmchef ist Thomas Eckardt aus Jena.
1994 wurde unter diesem Titel das erste gemeinsames Festival der Städte Weimar und Jena durchgeführt, die das Jazzfest Jena und den Internationalen Jazzworkshop in Weimar zusammenführten. Dieses kleine Festival wurde auf Anhieb ein Erfolg, so dass sich in den folgenden Jahren immer mehr Städte dieser Kooperation anschlossen, wodurch die Jazzmeile Thüringen entstand. Es wurden Jazzfestivals anderer Städte eingebunden wie die Internationalen Sonneberger Jazztage, das Nordhäuser Jazzfest, die Altenburger Jazztage und das Jazzfest Jena. Außerdem finden im Rahmen der Jazzmeile auch Workshops statt wie der Internationale Jazzworkshop Weimar. Seit 1998 wird das Festival von einem hauptamtlichen Projektleiter gemanagt. Im Dezember 2011 wurde das Projekt für sein langjähriges kulturelles Engagement mit dem Thüringer Kulturpreis gewürdigt.

## Ausrichter
Aktuell sind die Hochschule für Musik Franz Liszt und folgende Städte eingebunden:
- Altenburg
- Arnstadt
- Apolda
- Bad Sulza
- Berga-Wünschendorf, Kulturhof Zickra
- Eisenach, Kulturfabrik Alte Mälzerei
- Erfurt
- Gera
- Gotha
- Ilmenau
- Jena
- Meiningen
- Nordhausen
- Saalfeld/Saale
- Sonneberg (Internationale Sonneberger Jazztage)
- Weimar

Das Thüringer Ministerium für Bildung, Wissenschaft und Kultur unterstützt das Festival.

## Künstler (Auswahl)
- Falk Zenker[5]
- Klaus Doldinger / Passport (Band)[6]
- Karlheinz Miklin

## Auszeichnungen
- 2011: Thüringer Kulturpreis[7]